# Редокс
Редокс (рос. редокс, англ. redox, нім. Redox) — rH, розрахункова величина потенціалу окисно-відновного Eh, яка враховує вплив рН на середовище. rH = (Eh +0,06 pH)•0,03, де 0,03 — постійна величина для системи з температурою 30 °С.
З підвищенням rH парціальний тиск водню в системі зменшується, а її окисненість збільшується.